# Conte du Paysan éloquent
Le Conte du Paysan éloquent, ou Conte de l'Oasien, est une histoire de l'Égypte antique racontant les aventures d'un paysan, nommé Khoun-Inpou (Ḫwn-Ỉnpw), qui traverse par hasard la propriété du noble Rensi fils de Mérou, gardée par son sévère responsable, Nemtynakht,. L'histoire se déroule aux alentours de la IXe ou Xe dynastie (vers -2150) dans la région d'Héracléopolis Magna. Ce conte est également connu en français sous le titre Les Plaintes du Fellah.

## Résumé de l'histoire
L'histoire commence lorsqu'un paysan, Khoun-Inpou, et son âne arrivent sur les terres du noble Rensi, fils de Mérou.
Nemtynakht, le responsable des terres du noble, était célèbre pour ses méfaits et piège Khoun-Inpou en étalant un vêtement en travers de la route qui longeait la ferme, obligeant Khoun-Inpou et son âne à piétiner les cultures. L'âne commence alors à manger du grain, et Nemtynakht en profite pour se saisir de celui-ci, et bat Khoun-Inpou, certain que Rensi croirait sur parole son responsable, plutôt que les allégations de tromperie et de vol proférées par Khoun-Inpou.
Khoun-Inpou se met en quête de Rensi et le trouve près de la rivière de la ville. Il lui présente ses doléances. Rensi et ses juges écoutent sa plainte, et lui répondent que des témoins du soi-disant crime de Nemtynakht étaient nécessaires pour que celle-ci aboutisse. Khoun-Inpou ne peut en trouver aucun, mais le discours magnifique de cet éloquent paysan incite Rensi à continuer à s'intéresser à son affaire. Rensi présente cette plainte au pharaon et lui parle des talents rhétoriques de Khoun-Inpou. Le roi est impressionné, mais ordonne que le paysan n'obtienne pas justice jusqu'à ce que ses réclamations soient mises par écrit.
Pendant neuf jours, Khoun-Inpou loue l'intendant Rensi et lui réclame justice. Puis, ayant l'impression qu'il était ignoré, Khoun-Inpou l'insulte et en est puni par une bastonnade.
Après un dernier discours, le paysan découragé part, mais Rensi l'envoie chercher en lui ordonnant de revenir. Au lieu d'être puni pour son insolence, le paysan se voit réhabilité.
Le pharaon Amenemhat, après avoir lu le dernier discours de Khoun-Inpou, est impressionné et ordonne que l'âne soit rendu à Khoun-Inpou et que ce dernier reçoive tous les biens de Nemtynakht en dédommagement, y compris son emploi, rendant ainsi Nemtynakht aussi pauvre que Khoun-Inpou l'avait été.